# Megan Jendrick
Megan Jendrick, née Megan Quann le 15 janvier 1984 à Tacoma, est une nageuse américaine.
Elle a notamment remporté deux médailles d'or aux Jeux olympiques d'été de 2000 (100 mètres brasse et 4 × 100 mètres quatre nages) et une de bronze aux Jeux olympiques d'été de 2008  (relais 4 × 100 mètres quatre nages).